# Frederik Jozias van Saksen-Coburg en Gotha
Frederik Jozias Karel Eduard Ernst Cyril Harald prins van Saksen-Coburg en Gotha (Coburg, 29 november 1918 - Grein (Oostenrijk), 23 januari 1998), was lid van het adellijke huis Saksen-Coburg en Gotha, waarvan hij van 1954 tot zijn dood het hoofd was en voerde in die hoedanigheid het predicaat Zijne Hoogheid.
Hij was de jongste zoon van Karel Eduard, de laatste regerende hertog van Saksen-Coburg-Gotha, en van Victoria Adelheid van Sleeswijk-Holstein-Sonderburg-Glücksburg. Hij was een oom van de Zweedse koning Karel XVI Gustaaf.
In 1938 trad hij, na het behalen van zijn eindexamen gymnasium toe tot een pantsereenheid van de Wehrmacht, met als doel opgeleid te worden tot officier. Hij nam deel aan zowel de bezetting van Sudetenland in 1938 als aan de inval in Polen in 1939. 
Op 24 januari 1942 trad hij in het huwelijk met Victoria gravin van Solms-Baruth (1921-2003). Kort daarna werd Frederik uitgezonden naar het Midden-Oosten en de Kaukasus. Toen zijn oudere broer Hubertus in 1943 sneuvelde en zijn oudste broer (Johan Leopold) -vanwege zijn morganatisch huwelijk- besloot afstand te doen van zijn opvolgingsrechten, werd duidelijk dat Frederik het toekomstige hoofd van zijn huis zou zijn. In 1944 werd hij ordonnansofficier onder veldmaarschalk Erwin Rommel en als zodanig was hij betrokken bij de gevechten in Normandië. In 1945 werd hij door de Britse troepen krijgsgevangen gemaakt. In 1946 werd hij vrijgelaten en keerde hij terug naar Coburg.
In 1946 kwam er, door een scheiding, een einde aan zijn huwelijk met Victoria van Solms. Uit dat huwelijk was een zoon geboren:
- Andreas (1943-2025)

Frederik vervulde verschillende leidinggevende functies voor de Zweedse rederij Johnson Line. In 1948 hertrouwde hij, met de Zwitserse Denyse von Muralt (1923-2005). Uit dat huwelijk werden drie kinderen geboren:
- Claudia (1949-2016)
- Beatrice (1951)
- Adriaan (1955-2011)

Dit huwelijk eindigde eveneens in een scheiding. In 1964 trouwde hij nog voor een derde keer, met Katrin Bremme (1940-2011). Uit dat huwelijk kwamen geen kinderen voort. In 1967 verhuisde het paar naar Grein in Oostenrijk. Daar woonde hij tot zijn dood. 

## Voorouders
| Frederik Jozias van Saksen-Coburg en Gotha             | Frederik Jozias van Saksen-Coburg en Gotha                                                                                       | Frederik Jozias van Saksen-Coburg en Gotha                                                                                       | Frederik Jozias van Saksen-Coburg en Gotha                                                                                       | Frederik Jozias van Saksen-Coburg en Gotha                                                                                       | Frederik Jozias van Saksen-Coburg en Gotha | Frederik Jozias van Saksen-Coburg en Gotha | Frederik Jozias van Saksen-Coburg en Gotha | Frederik Jozias van Saksen-Coburg en Gotha |
| ------------------------------------------------------ | --- | --- | --- | --- | --- | --- | --- | --- |
| Overgrootouders                                        | Albert van Saksen-Coburg en Gotha (1819–1861) ∞ 1840 Victoria van het Verenigd Koninkrijk (1819–1901)                            | Albert van Saksen-Coburg en Gotha (1819–1861) ∞ 1840 Victoria van het Verenigd Koninkrijk (1819–1901)                            | George Victor van Waldeck-Pyrmont (1831-1893) x 1853 Helena van Nassau (1831-1888)                                               | George Victor van Waldeck-Pyrmont (1831-1893) x 1853 Helena van Nassau (1831-1888)                                               | Frederik II van Sleeswijk-Holstein-Sonderburg-Glücksburg (1814-1885) x Adelheid van Schaumburg-Lippe (1821-1899)                                           | Frederik II van Sleeswijk-Holstein-Sonderburg-Glücksburg (1814-1885) x Adelheid van Schaumburg-Lippe (1821-1899)                                           | Frederik van Sleeswijk-Holstein-Sonderburg-Augustenburg (1829-1880) x Adelheid van Hohenlohe-Langenburg (1835-1900)                                        | Frederik van Sleeswijk-Holstein-Sonderburg-Augustenburg (1829-1880) x Adelheid van Hohenlohe-Langenburg (1835-1900)                                        |
| Grootouders                                            | Leopold van Albany (1853-1884) ∞ 1840 Helena van Waldeck-Pyrmont (1861-1922)                                                     | Leopold van Albany (1853-1884) ∞ 1840 Helena van Waldeck-Pyrmont (1861-1922)                                                     | Leopold van Albany (1853-1884) ∞ 1840 Helena van Waldeck-Pyrmont (1861-1922)                                                     | Leopold van Albany (1853-1884) ∞ 1840 Helena van Waldeck-Pyrmont (1861-1922)                                                     | Frederik Ferdinand van Sleeswijk-Holstein-Sonderburg-Glücksburg (1855-1934) x Caroline Mathilde van Sleeswijk-Holstein-Sonderburg-Augustenburg (1860-1932) | Frederik Ferdinand van Sleeswijk-Holstein-Sonderburg-Glücksburg (1855-1934) x Caroline Mathilde van Sleeswijk-Holstein-Sonderburg-Augustenburg (1860-1932) | Frederik Ferdinand van Sleeswijk-Holstein-Sonderburg-Glücksburg (1855-1934) x Caroline Mathilde van Sleeswijk-Holstein-Sonderburg-Augustenburg (1860-1932) | Frederik Ferdinand van Sleeswijk-Holstein-Sonderburg-Glücksburg (1855-1934) x Caroline Mathilde van Sleeswijk-Holstein-Sonderburg-Augustenburg (1860-1932) |
| Ouders                                                 | Karel Eduard van Saksen-Coburg en Gotha (1884-1954) ∞ Victoria Adelheid van Sleeswijk-Holstein-Sonderburg-Glücksburg (1885-1970) | Karel Eduard van Saksen-Coburg en Gotha (1884-1954) ∞ Victoria Adelheid van Sleeswijk-Holstein-Sonderburg-Glücksburg (1885-1970) | Karel Eduard van Saksen-Coburg en Gotha (1884-1954) ∞ Victoria Adelheid van Sleeswijk-Holstein-Sonderburg-Glücksburg (1885-1970) | Karel Eduard van Saksen-Coburg en Gotha (1884-1954) ∞ Victoria Adelheid van Sleeswijk-Holstein-Sonderburg-Glücksburg (1885-1970) | Karel Eduard van Saksen-Coburg en Gotha (1884-1954) ∞ Victoria Adelheid van Sleeswijk-Holstein-Sonderburg-Glücksburg (1885-1970)                           | Karel Eduard van Saksen-Coburg en Gotha (1884-1954) ∞ Victoria Adelheid van Sleeswijk-Holstein-Sonderburg-Glücksburg (1885-1970)                           | Karel Eduard van Saksen-Coburg en Gotha (1884-1954) ∞ Victoria Adelheid van Sleeswijk-Holstein-Sonderburg-Glücksburg (1885-1970)                           | Karel Eduard van Saksen-Coburg en Gotha (1884-1954) ∞ Victoria Adelheid van Sleeswijk-Holstein-Sonderburg-Glücksburg (1885-1970)                           |
| Frederik Jozias van Saksen-Coburg en Gotha (1918-1998) | | | | | | | | |